# マルマズラー
マルマズラー（MullMuzzler、またはJames LaBrie's MullMuzzler）は、ドリーム・シアターのリードシンガーであるジェイムズ・ラブリエによるプログレッシブ・メタル・ソロ・サイド・プロジェクトで、2005年からは彼自身の名前であるジェイムズ・ラブリエ名義でレコーディングしてきた。もともとレコード会社が「ラブリエ」という名称の使用を許可しなかったため「マルマズラー」の名称を作り出した経緯がある。ラブリエは「マルマズラー」という単語を作り出し「個人の考えを何らかの方法で表現する前に、それを吐き出したり沈黙させたりすること」と定義した。フォローアップのために、彼は自身の名前を使用する権利を交渉したが、それでも自分のソロ・アルバムに対して「ラブリエ」とシンプルにクレジットすることはできていない。

## メンバー

### 最新ラインナップ
- ジェイムズ・ラブリエ (James LaBrie) - ボーカル (1999年– )
- マット・ギロリー (Matt Guillory) - キーボード、ボーカル (1999年– )
- マルコ・スフォリ (Marco Sfogli) - ギター (2005年– )
- ピーター・ウィルドアー (Peter Wildoer) - ドラム、デスヴォイス (2010年– )
- レイ・リーンドー (Ray Riendeau) - ベース (2010年– )

### 旧メンバー
- マイク・ケネリー (Mike Keneally) - ギター (1999年-2005年)
- ブライアン・ベラー (Bryan Beller) - ベース (1999年-2005年)
- アンディ・デルーカ (Andy DeLuca) - ベース (2005年-2010年)
- マイク・マンジーニ (Mike Mangini) - ドラム (1999年-2005年)
- ジョン・マカルーソ (John Macaluso) - ドラム (2005年-2010年)

## ディスコグラフィ

### スタジオ・アルバム
- 『キープ・イット・トゥ・ユアセルフ』 - Keep It to Yourself (1999年)
- 『ジェームス・ラブリエズ・マルマズラー 2』 - MullMuzzler 2 (2001年)
- 『エレメンツ・オヴ・パースウェイジョン』 - Elements of Persuasion (2005年) ※ジェイムズ・ラブリエ名義
- 『スタティック・インパルス』 - Static Impulse (2010年) ※ジェイムズ・ラブリエ名義
- 『インパーマネント・レゾナンス』 - Impermanent Resonance (2013年) ※ジェイムズ・ラブリエ名義

### コンピレーション・アルバム
- Prime Cuts (2008年) ※ジェイムズ・ラブリエ名義